# 廬山寺

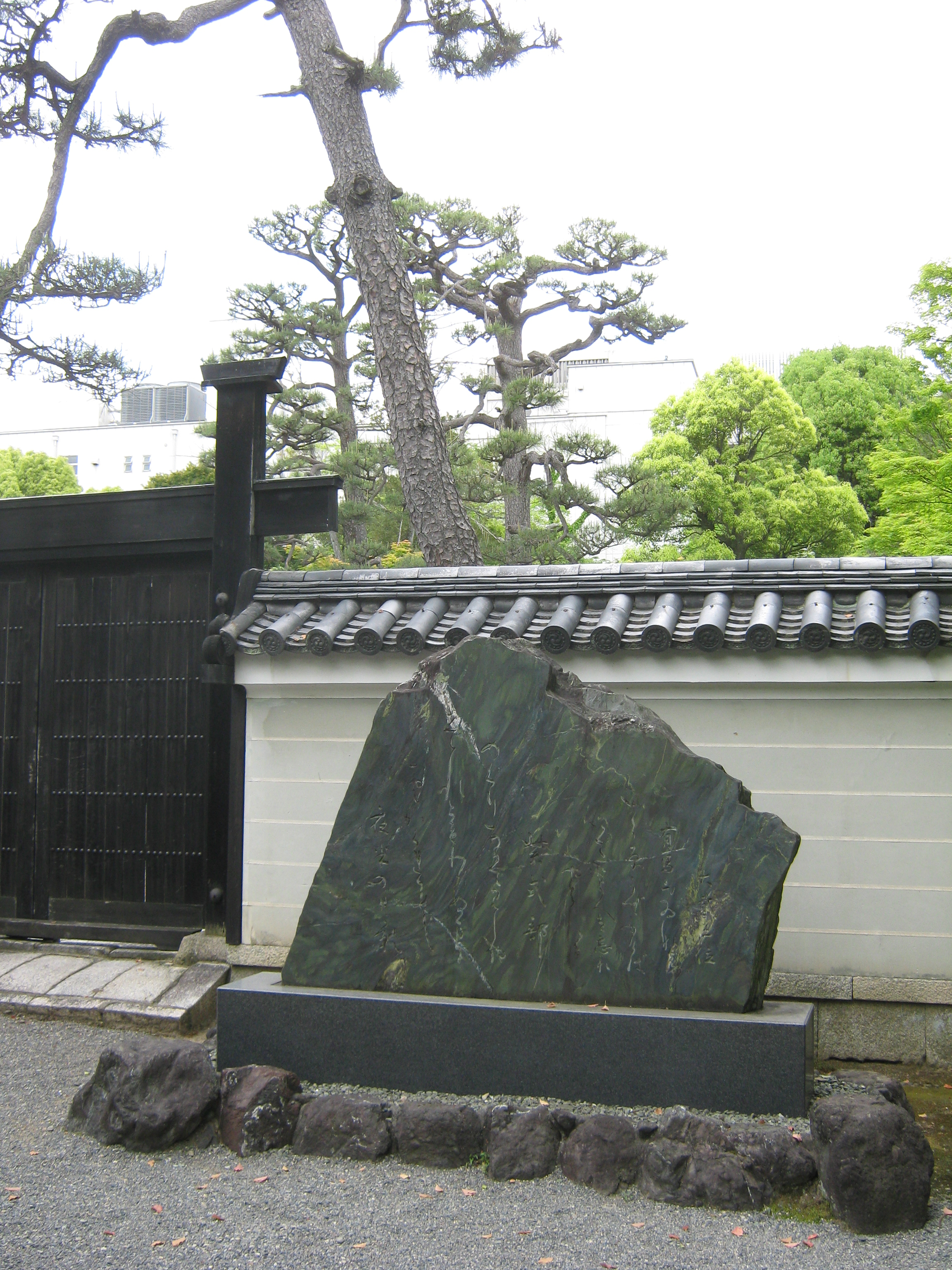
紫式部歌碑、めぐりあひて見しやそれともわかぬ間に　雲がくれにし夜半の月かな、京都市上京区廬山寺内

廬山寺（ろざんじ）は、京都市上京区にある天台圓淨宗の本山の寺院。山号は廬山。本尊は阿弥陀三尊。寺号は詳しくは廬山天台講寺（ろざんてんだいこうじ）と称する。紫式部の邸宅跡として知られる。元三大師堂（如意輪観音を安置）は洛陽三十三所観音霊場第32番札所。

## 歴史
比叡山延暦寺の中興の祖である良源（元三大師、慈恵大師）により、天慶元年（938年）、平安京の北にある船岡山の南麓に與願金剛院が創建される。
一方で寛元3年（1245年）に法然に帰依した住心房覚瑜が出雲路に寺を建立、宋の廬山にならい廬山寺と号した。
南北朝時代、この二か寺の住持を兼務していた明導照源によって応安元年（1368年）に與願金剛院が廬山寺を吸収合併する。しかし、新たな寺院名は廬山寺、正式名称廬山天台講寺となった。これにより円（天台宗）・密（密教）・戒（律宗）・浄（浄土教）の四宗兼学道場となった。
元亀3年（1571年）、織田信長の比叡山焼き討ちの際には正親町天皇の女房奉書により被害を免れたが、豊臣秀吉の寺町建設によって天正年間（1573年 - 1593年）に南東3キロメートルの現在地に移った。しかし宝永5年（1708年）の宝永の大火、天明8年（1788年）の天明の大火と度々火事のため焼失してしまう。現在の本堂は寛政6年（1794年）に仙洞御所の一部を移築して作られたものである。
明治維新までは宮中の仏事を司る御黒戸四箇院（廬山寺、二尊院、般舟院、遣迎院）の一つであった。
1872年（明治5年）9月に天台宗の寺院となるが、1948年（昭和23年）に四宗兼学の天台圓淨宗として独立する。
1965年（昭和40年）に考古・歴史学者角田文衞により紫式部邸（堤邸）跡とされた。紫式部の曾祖父藤原兼輔邸があったことと、室町時代の『源氏物語』の注釈書『河海抄』の記述が根拠とされた。御黒戸四箇院のうち現存する唯一の摂家門跡である。
1965年に顕彰碑が建てられ、源氏庭が築かれた。

## 境内
- 本堂 - 光格天皇の命により、寛政6年（1794年）に仙洞御所の一部を移築したもの。本尊は阿弥陀三尊（阿弥陀如来、左脇侍観音菩薩、右脇侍勢至菩薩）。
- 尊牌殿 - 本堂と同様、光格天皇の命による仙洞御所からの移築と伝える。
- 庭園「源氏庭」 - 本堂の南側に造られている。白砂に州浜形の苔とキキョウを配し、『源氏物語』の世界を表現している。
- 元三大師堂 - 参道正面に位置する。本尊は、元三大師（良源）の自作とも伝わる元三大師像[1]。その御前立の鬼大師像（鬼面坐像）は、口が耳まで裂け両目を開き、手に独鈷を持って邪念降伏へと導く元三大師の姿である。比叡山焼き討ちの際に移設された、明智光秀の念持仏と伝わる地蔵菩薩坐像も安置されている。他に如意輪観音像、毘沙門天像、薬師如来像、不動明王像などを安置する。毘沙門天は京都七福神の一つ。洛陽三十三所観音霊場第32番札所。
- 庫裏
- 御土居（国指定史跡） - 豊臣秀吉によって築かれた。境内東端に残る。
- 鐘楼
- 筆塚
- 南門（薬医門）
- 山門

## 廬山寺陵
天皇、皇族の陵墓群。皇室財産として宮内庁の管理下にある。
- 慶光天皇廬山寺陵 - 慶光天皇は光格天皇の実父である閑院宮典仁親王のことであるが、実際に即位したわけではない。1884年（明治17年）になり、明治天皇の高祖父にあたるということで「慶光天皇」の諡号と「太上天皇」の尊号が贈られた。
- 慶光天皇妃成子内親王墓
- 東山天皇後宮新崇賢門院藤原賀子墓
- 東山天皇皇子直仁親王墓
- 東山天皇皇子直仁親王妃脩子墓
- 東山天皇皇曾孫美仁親王墓
- 東山天皇皇曾孫美仁親王妃因子墓
- 東山天皇皇玄孫孝仁親王墓
- 東山天皇皇玄孫孝仁親王妃吉子墓
- 東山天皇五世皇孫致宮墓
- 東山天皇五世皇孫愛仁親王墓
- 光格天皇皇子俊宮墓
- 光格天皇皇子娍宮墓
- 光格天皇皇女多祉宮墓
- 光格天皇皇女治宮墓
- 仁孝天皇皇子胤宮墓

### 墓地
皇族の墓
- 仁孝天皇皇子鎔宮墓 - 宮内庁の管理下にある。
- 孝明天皇皇女寿万宮墓 - 宮内庁の管理下にある。
- 後水尾天皇皇女宗澄女王墓 - 霊鑑寺開山。以下は宮内庁の管理下にはない。
- 後水尾天皇皇女永光院墓
- 後水尾天皇皇子霊照院墓
- 後水尾天皇皇子光融院墓
- 後西天皇皇女円光院墓
- 霊元天皇皇子浄妙院墓
- 霊元天皇皇女智光院墓
- 霊元天皇皇子三宮墓
- 東山天皇皇子霊知院墓
- 中御門天皇皇子妙光院墓
- 中御門天皇皇女妙智院墓
- 中御門天皇皇女真珠華院墓
- 光格天皇皇女受楽院墓
- 光格天皇皇女開示院墓
- 閑院宮弥数宮墓 - 東山天皇皇曾孫女。
- 閑院宮梅芳院墓 - 東山天皇皇孫。
- 閑院宮永宮墓 - 東山天皇五世皇孫女。
- 閑院宮苞宮
- 閑院宮敬宮墓 - 東山天皇皇玄孫女。
- 閑院宮茂宮墓 - 東山天皇五世皇孫女。
- 閑院宮鎮宮墓 - 東山天皇皇玄孫女。
- 閑院宮典仁親王女房蓮香院（大江磐代）墓 - 光格天皇の生母で明治天皇の高祖母である。

その他の墓
- 中山家歴代の墓
- 中院家歴代の墓
- 野宮家歴代の墓
- 武者小路実陰の墓

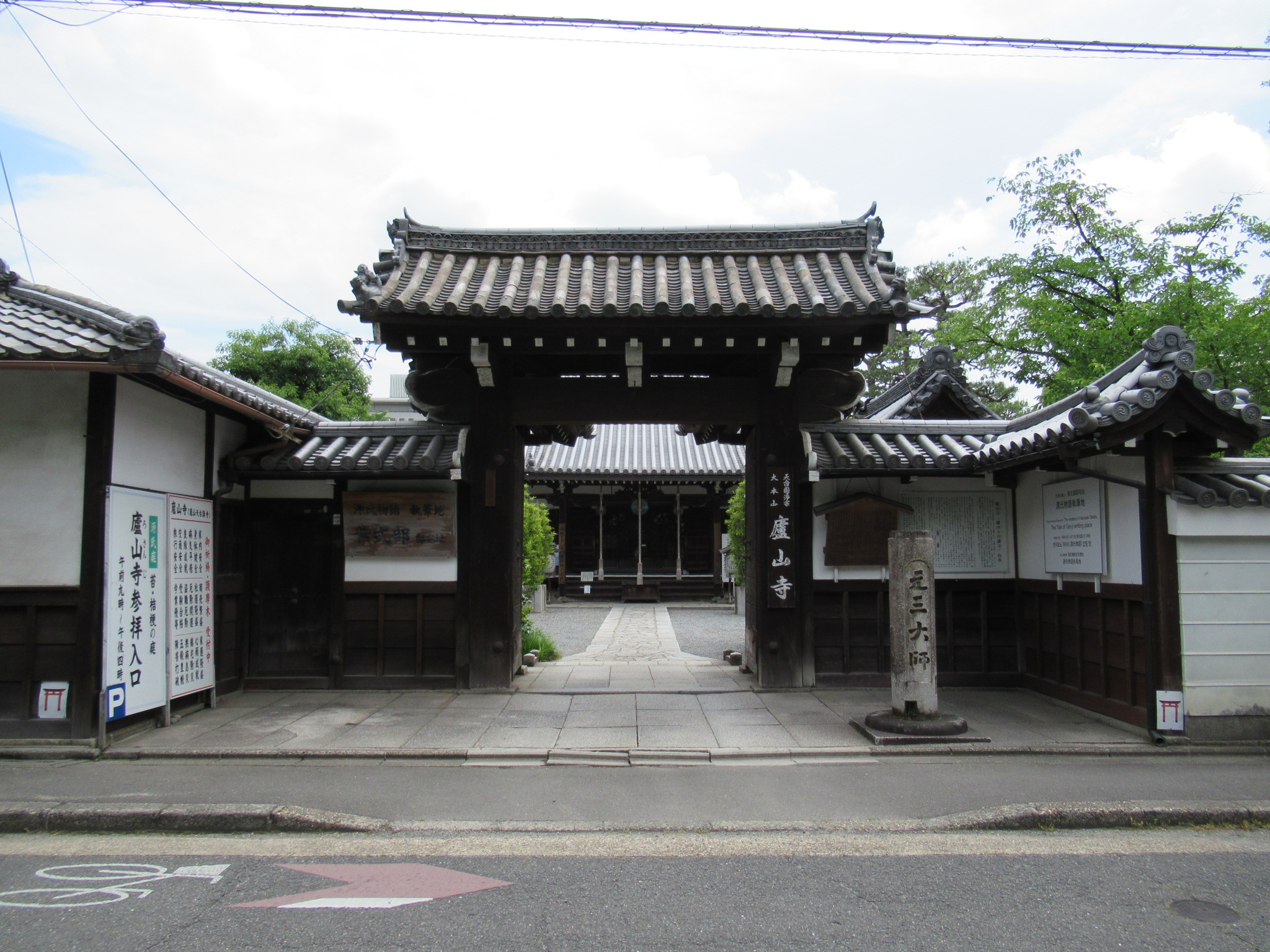
山門
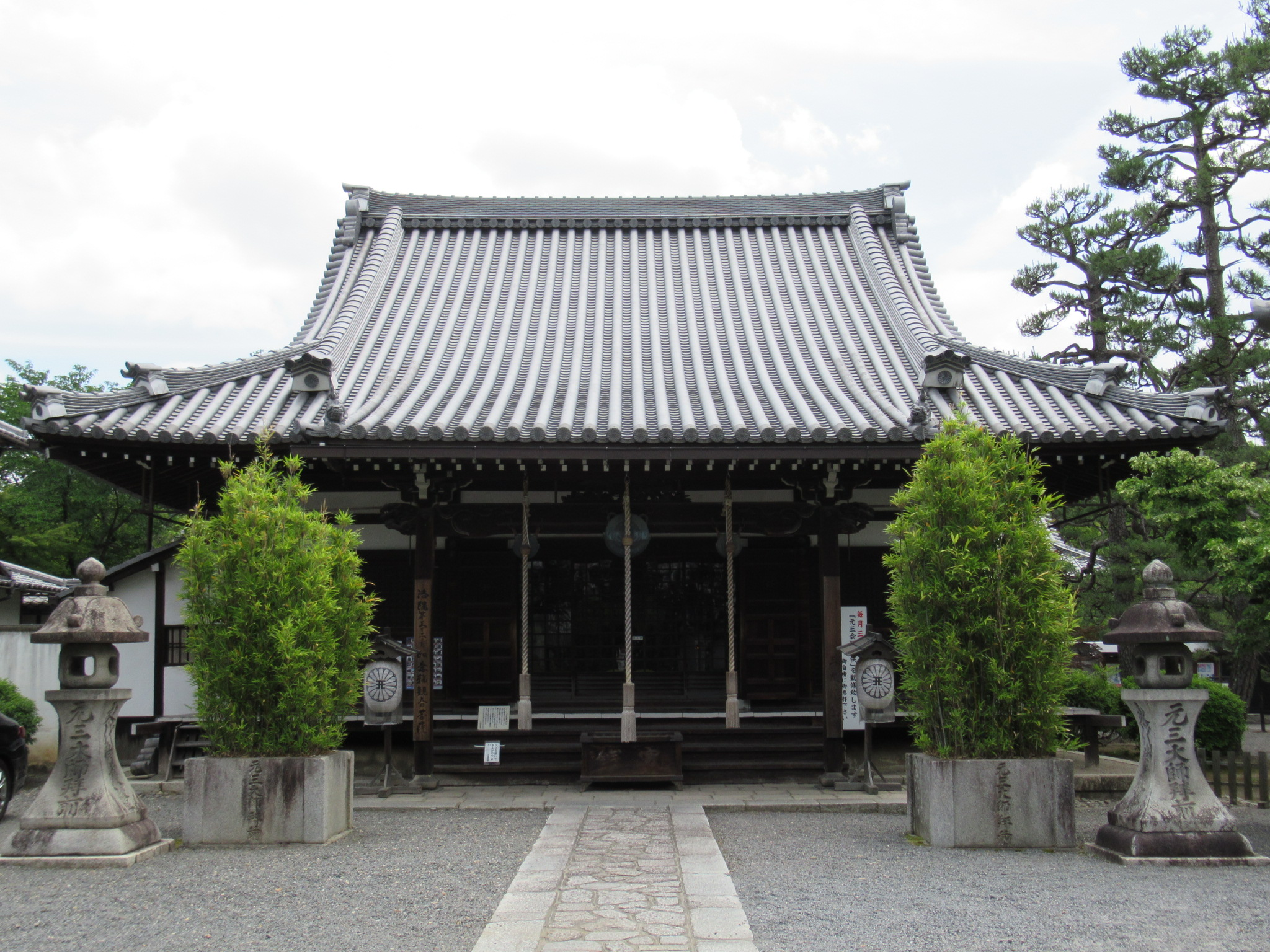
元三大師堂
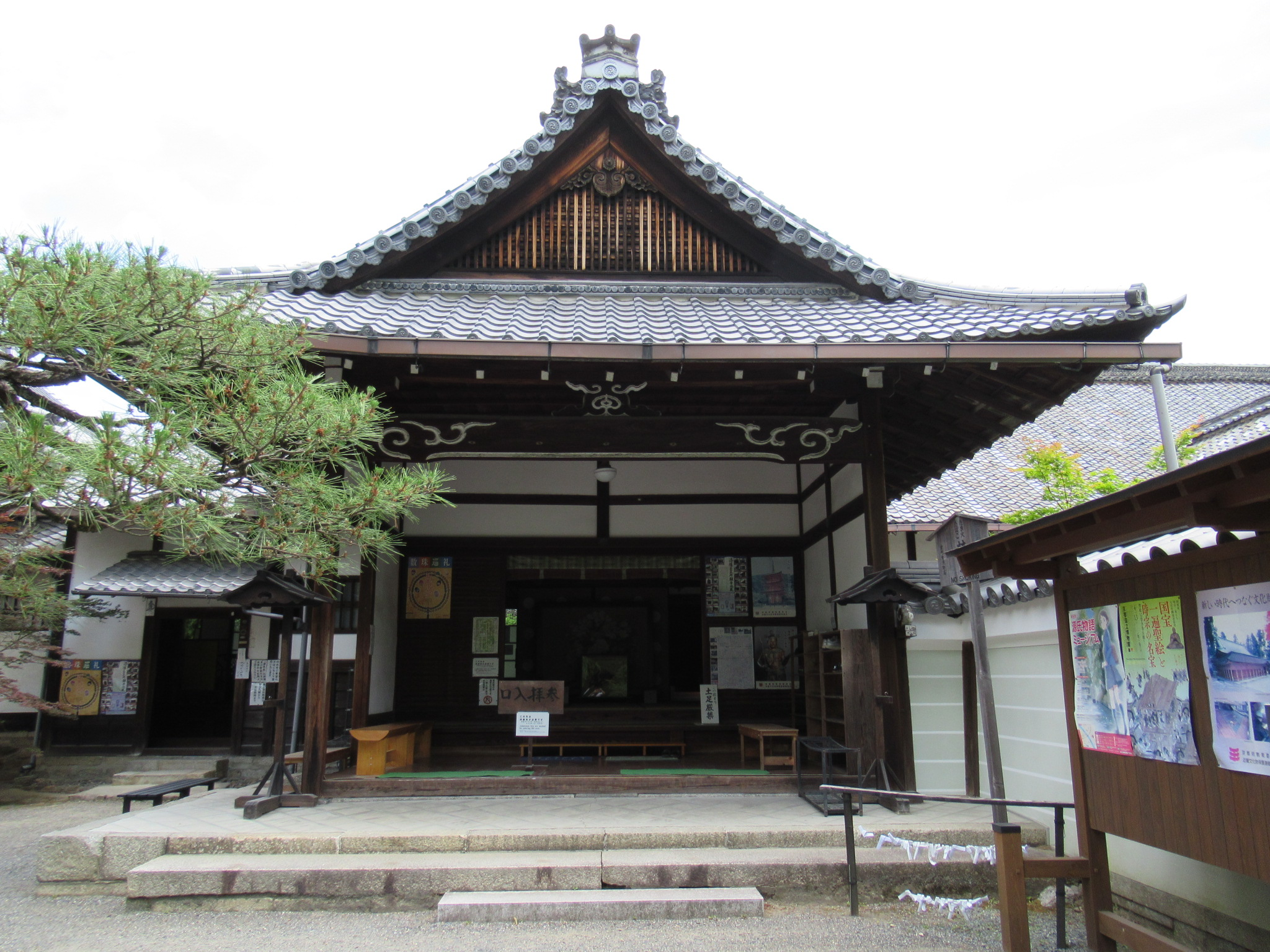
本堂玄関

## 文化財

### 国宝
- 慈恵大師筆遺告（じえだいしひつゆいごう） - 東京国立博物館に寄託。

### 重要文化財
- 絹本著色普賢十羅刹女像
- 木造阿弥陀如来及び両脇侍坐像 - 2017年度指定[2][3]。死者を迎えに来る来迎阿弥陀と呼ばれる形式で、両脇侍は、膝を少し開き上半身を前屈みにして衣を靡かせ、来迎の速さが表現されている[1]。
- 木造如意輪観音半跏像 - 京都国立博物館寄託
- 後伏見天皇宸翰願文
- 正親町天皇宸翰女房奉書
- 選択本願念仏集（法然真筆、草稿本）
- 慈恵大師廿六箇条起請

典拠：2000年までに指定の国宝・重要文化財については、『国宝・重要文化財大全 別巻』（所有者別総合目録・名称総索引・統計資料）（毎日新聞社、2000）による。

### 京都府指定有形文化財
- 木造兜跋毘沙門天立像

### 国指定史跡
- 御土居

### その他
明智光秀が奉納したとされる念持仏（地蔵菩薩）を所蔵している（非公開）。

## 行事
- 節分の「追儺式鬼法楽」は通称「鬼おどり」、赤青黒の鬼に紅白の餅と豆を投げて悪霊退散を祈願する。

## 前後の札所
洛陽三十三所観音霊場
31 東向観音寺　-　32 廬山寺　-　33 清和院
京都七福神（金山毘沙門天）

## 所在地・アクセス
- 京都市上京区寺町通広小路上ル
  - 京都市バス・京都バス 府立医大病院前バス停 徒歩3分
  - 京阪鴨東線出町柳駅・神宮丸太町駅 徒歩10分

## 周辺
寺町通をはさみ西向に梨木神社、その南に京都御苑清和院御門。南隣は京都府立医科大学図書館、北隣は清浄華院、その北に本禅寺。

## 拝観案内
- 拝観時間	9:00 - 16:00
- 拝観料	大人500円　小人400円　※団体（30名以上）400円